# Michele della Pace d'Aviz
Michele della Pace d'Aviz (in spagnolo: Miguel de Paz de Trastámara y Aviz; in portoghese: Miguel da Paz de Trastámara e Avis; Saragozza, 23 agosto 1498 – Granada, 19 luglio 1500) primo e unico figlio di Manuele I del Portogallo e di Isabella di Trastámara, fu Principe di Portogallo.
Dopo la morte di Giovanni di Trastámara, divenne erede la sorella maggiore Isabella, futura madre di Michele. Tuttavia, mentre le cortes castigliane avevano riconosciuto senza difficoltà la successione di Isabella, quelle aragonesi pretendevano invece una successione maschile.
I nonni materni Isabella di Castiglia e Ferdinando II di Aragona, già terribilmente afflitti per la perdita del loro unico figlio maschio Giovanni, pregarono quindi che la loro primogenita Isabella desse alla luce un maschio. Così avvenne ma la loro figlia prediletta morì di parto. Addolorata ancora una volta per il lutto che colpiva la sua famiglia, la regina di Castiglia concentrò le sue speranze sul nipote e si affrettò a farlo riconoscere dalle cortes come erede di Castiglia e Aragona.
Il principino visse però poco più di un anno. Alta era infatti la mortalità infantile presso le famiglie nobili. La sua scomparsa aprì la strada della successione alla zia materna Giovanna la Pazza e ai suoi discendenti.
Il padre Manuele I si risposò con la zia materna di Michele, Maria d'Aragona e di Castiglia, che gli diede eredi, e successivamente con Eleonora d'Asburgo, figlia di Giovanna la Pazza. L'unificazione del Portogallo e della Spagna sarebbe avvenuta sotto il nipote di Giovanna, Filippo II di Spagna.

## Ascendenza
|                                |                       |                          | Genitori                             |  |  | Nonni |  |  | Bisnonni               |  |  | Trisnonni                 |  |
|                                |                       |                          |                                      |  |  |       |  |  | Edoardo del Portogallo |  |  | Giovanni I del Portogallo |  |
|                                |                       |                          |                                      |  |  |       |  |  | Edoardo del Portogallo |  |  | Giovanni I del Portogallo |  |
|                                |                       | Filippa di Lancaster     |                                      |  |  |       |  |  | Edoardo del Portogallo |  |  |                           |  |
| Ferdinando d'Aviz              |                       |                          |                                      |  |  |       |  |  | Edoardo del Portogallo |  |  |                           |  |
|                                |                       | Eleonora di Trastamara   | Ferdinando I di Aragona              |  |  |       |  |  |                        |  |  |                           |  |
|                                |                       | Eleonora di Trastamara   | Ferdinando I di Aragona              |  |  |       |  |  |                        |  |  |                           |  |
|                                |                       | Eleonora di Trastamara   | Eleonora d'Alburquerque              |  |  |       |  |  |                        |  |  |                           |  |
| Manuele I del Portogallo       |                       | Eleonora di Trastamara   |                                      |  |  |       |  |  |                        |  |  |                           |  |
|                                |                       | Giovanni d'Aviz          | Giovanni I del Portogallo            |  |  |       |  |  |                        |  |  |                           |  |
|                                |                       | Giovanni d'Aviz          | Giovanni I del Portogallo            |  |  |       |  |  |                        |  |  |                           |  |
|                                |                       | Giovanni d'Aviz          | Filippa di Lancaster                 |  |  |       |  |  |                        |  |  |                           |  |
| Beatrice d'Aviz                |                       | Giovanni d'Aviz          |                                      |  |  |       |  |  |                        |  |  |                           |  |
|                                |                       | Isabella di Braganza     | Alfonso I di Braganza                |  |  |       |  |  |                        |  |  |                           |  |
|                                |                       | Isabella di Braganza     | Alfonso I di Braganza                |  |  |       |  |  |                        |  |  |                           |  |
|                                |                       | Isabella di Braganza     | Beatrix Pereira de Alvim             |  |  |       |  |  |                        |  |  |                           |  |
| Michele della Pace d'Aviz      |                       | Isabella di Braganza     |                                      |  |  |       |  |  |                        |  |  |                           |  |
|                                | Giovanni II d'Aragona | Ferdinando I di Aragona  |                                      |  |  |       |  |  |                        |  |  |                           |  |
|                                | Giovanni II d'Aragona | Ferdinando I di Aragona  |                                      |  |  |       |  |  |                        |  |  |                           |  |
|                                | Giovanni II d'Aragona | Eleonora d'Alburquerque  |                                      |  |  |       |  |  |                        |  |  |                           |  |
| Ferdinando II d'Aragona        | Giovanni II d'Aragona |                          |                                      |  |  |       |  |  |                        |  |  |                           |  |
|                                |                       | Giovanna Enríquez        | Federico Enríquez de Mendoza         |  |  |       |  |  |                        |  |  |                           |  |
|                                |                       | Giovanna Enríquez        | Federico Enríquez de Mendoza         |  |  |       |  |  |                        |  |  |                           |  |
|                                |                       | Giovanna Enríquez        | Mariana Fernández de Córdoba y Ayala |  |  |       |  |  |                        |  |  |                           |  |
| Isabella d'Aragona e Castiglia |                       | Giovanna Enríquez        |                                      |  |  |       |  |  |                        |  |  |                           |  |
|                                |                       | Giovanni II di Castiglia | Enrico III di Castiglia              |  |  |       |  |  |                        |  |  |                           |  |
|                                |                       | Giovanni II di Castiglia | Enrico III di Castiglia              |  |  |       |  |  |                        |  |  |                           |  |
|                                |                       | Giovanni II di Castiglia | Caterina di Lancaster                |  |  |       |  |  |                        |  |  |                           |  |
| Isabella di Castiglia          |                       | Giovanni II di Castiglia |                                      |  |  |       |  |  |                        |  |  |                           |  |
|                                |                       | Isabella del Portogallo  | Giovanni d'Aviz                      |  |  |       |  |  |                        |  |  |                           |  |
|                                |                       | Isabella del Portogallo  | Giovanni d'Aviz                      |  |  |       |  |  |                        |  |  |                           |  |
|                                |                       | Isabella del Portogallo  | Isabella di Braganza                 |  |  |       |  |  |                        |  |  |                           |  |
|                                |                       | Isabella del Portogallo  |                                      |  |  |       |  |  |                        |  |  |                           |  |